# Иродиада
Иродиада (ок. 15 до н. э. — не ранее 39 н. э.) по сообщению Иосифа Флавия была внучкой Ирода Великого от его сына Аристобула.
С её именем синоптические Евангелия связывают казнь Иоанна Крестителя.
Иродиада была замужем за своим дядей Иродом Филиппом I и имела от него дочь Саломею, но «увлеклась преступной связью» с его единокровным братом, Иродом Антипой. Противозаконный брак произвёл на иудеев тяжёлое впечатление. Согласно синоптикам, мстителем за поруганный закон выступил Иоанн Креститель, который, наподобие своего первообраза Илии, смело явился к тирану и высказал ему горький укор. Это разъярило Иродиаду, и она, воспользовавшись случаем, добилась того, что голова «величайшего из рождённых жёнами» пала под мечом палача (см. Мф. 14:1—12; Мк. 6:14—29; Лк. 9:7—9).
Как пишет Флавий, Иродиада навлекла бедствие на своего мужа Ирода Антипу, убедив его потребовать у римского императора Калигулы царского престола и тем сравняться в положении с братом Иродиады Иродом Агриппой. В результате ответной интриги Агриппы, Антипа был отправлен в ссылку в Лугдунум в Галлии (по другим сведениям, в Испанию). Несмотря на предложение Калигулы остаться в Иудее на попечении брата, Иродиада последовала за мужем в ссылку, где и умерла. В европейской народной демонологии из-за греховного танца Саломея стала отождествляться с вихрем, а её мать также стала злым духом и находится рядом с ней в облаках (ни в раю, ни в аду). В различных культурах Саломея, на которую перешло имя матери, известна под разными местными именами (Herodina в Германии, Irudica, Rudica у балканских славян).
В честь Иродиады назван астероид (546) Геродиада, открытый в 1904 году.